# Micractinium
Micractinium é um género de algas, da família Micractiniaceae.